# Chup (Mbengwi)
Pour les articles homonymes, voir Chup.
Chup est un village du Cameroun situé dans l’arrondissement (commune) de Mbengwi, dans le département de Momo et dans la Région du Nord-Ouest.

## Géographie

### Localisation
Le village de Chup se situe à environ 32 km de distance de Bamenda, le chef-lieu de la Région du Nord-Ouest et à environ 308 km de distance de Yaoundé, la capitale du Cameroun.

### Climat
Chup possède un climat de savane avec hiver sec. La température moyenne annuelle est de 26,1 °C et les précipitations moyennes annuelles sont de 1 534 mm.

## Population
Lors du recensement de 2005, on a dénombré 797 habitants à Chup, dont 397 hommes et 400 femmes.
Une étude locale de 2011 a évalué la population à 911 personnes.